# Дусан Арена
«Дусан Арена» (англ. Doosan Arena), также известная как «Стадион в Штрунцовых садах» (чеш. Stadion ve Štruncových sadech) — футбольный стадион в Пльзене, домашняя арена «Виктории», вместимость — 11700 зрителей. Был открыт в 1955 году.

## История
После рейда американских самолетов в апреле 1945 года и пожара в июне того же года, старый стадион «Виктория Медоу-стрит» был уничтожен.
В 1952 году «Виктория» вернулась в высшую лигу страны и было начато строительство нового стадиона. В 1955 году новая арена «Штрунцовы сады» вместимостью 25 000 зрителей была открыта. Обширная реконструкция стадиона состоялась в 2003 году. Вместимость была повышена до 32 тысяч, а также улучшена комфортность. Перед реконструкцией в 2011 году вместимость для матчей высшего дивизиона чемпионата Чехии составляла 7 475 зрителей. В результате последней реконструкции в 2011 году вместительность стадиона составляет 11 700 зрителей. 1 ноября 2011 года стадион официально переименован в Doosan Arena, название содержит наименование одного из крупнейших южнокорейских чеболей (финансово-промышленных групп) Doosan, который является владельцем (с 2009 года) расположенного в городе Пльзень машиностроительного предприятия по производству турбогенераторов Doosan Škoda Power, которое является спонсором как городской футбольной команды «Виктория», так и строительства стадиона.
В 2014 году была достроена часть Южной трибуны, вместимость увеличена на 300 мест, были добавлены два, необходимые для матчей Лиги чемпионов УЕФА, помещения для прессы и телевидения. Осенью 2015 года началось строительство первой из двух башен, которые будут составлять окончательный вид стадиона. Кроме башен, до 2016 года будет реконструирована Главная трибуна, после чего строительство стадиона будет завершено.